# Doctorițele (film)
Doctorițele (titlul original: în germană Ärztinnen) este un film dramatic de crime⁠(d) est-german, 
realizat în 1984 de regizorul Horst Seemann, după piesa de teatru omonimă din 1980 a scriitorului Rolf Hochhuth, protagoniști fiind actorii Judy Winter, Inge Keller, Walther Reyer și Rolf Hoppe.

## Rezumat
La o companie farmaceutică din Germania de Vest, medicul Lydia Kowalenko este concediată. Motivul este că ea refuză să acopere practicile neglijente în testarea unor noi preparate care deja au costat viața mai multor pacienți. Fiica ei Katja, de asemenea medic, vrea să urmeze o carieră și nu are nicio reținere în a supune oamenii la experimente riscante în slujba cercetării. Fiul lui Katja, Thomas, care se pregătește să studieze medicina ca asistent în patologie, vede cum este ascunsă cauza morții unui pacient. Moare în urma unui accident, posibil după o transfuzie de sânge artificial. Mama și bunica trebuie să facă față întrebărilor acestuia.

## Distribuție
- Judy Winter – dr. Katia Michelsberg
- Inge Keller – dr. Lydia Kowalenko
- Walther Reyer – dr. Riemenschild
- Rolf Hoppe – dr. Böblinger
- Michael Gwisdek – dr. Werner Michelsberg
- Daniel Jacob – Thomas Michelsberg
- John Harryson – dr. Johanson
- Käthe Reichel – dr. Planner
- Barbara Dittus – secretara
- Horst Schulze – procuror-șef Bitterim
- Wolfgang Dehler – Kuno
- Christoph Engel – dr. Zillner
- Hartmut Puls – dr. Haase
- Leon Niemczyk – medicul polonez
- Gerlinde Bölke – Gunhild Klippel
- Ellen Schwiers – o doctoriță